# Lê Thị Quý
Lê Thị Quý (1950) là nhà Xã hội học và nhà nghiên cứu trong lĩnh vực Giới, đặc biệt là về Nữ quyền. Bà cũng là nhà hoạt động tích cực đấu tranh cho sự công bằng và bình đẳng cho nữ giới. Các lĩnh vực nghiên cứu của bà tập trung vào lý thuyết về nữ quyền, phòng chống bạo lực gia đình và buôn bán phụ nữ và trẻ em qua biên giới. Năm 2005, bà nằm trong 1.000 phụ nữ được đề cử cho giải Nobel Hoà bình. Năm 2010, bà được công nhận chức danh Giáo sư, đồng thời trở thành nữ giáo sư đầu tiên về Xã hội học ở Việt Nam. Bà là tác giả của 12 cuốn sách cá nhân và 54 cuốn in chung cùng nhiều công trình nghiên cứu khoa học khác.

## Học vấn và Sự nghiệp
Nguyên quán thuộc Bắc Ninh, Lê Thị Quý tốt nghiệp cử nhân Sử học vào năm 1971 tại Khoa Lịch sử - Đại học Tổng hợp Hà Nội. Năm 1984, bà sang Mát-xco-va làm nghiên cứu sinh về Lịch sử. Năm 1989, bà bảo vệ thành công luận án tốt nghiệp tại Viện Hàn lâm khoa học xã hội Liên Xô và trở thành Tiến sĩ. Năm 2002, bà được công nhận chức danh Phó Giáo sư và Giáo sư vào năm 2010.
Năm 1972, sau khi tốt nghiệp Đại học, bà công tác trong vai trò phóng viên chiến trường của Thông tấn xã Việt Nam cho đến năm 1975. Sau đó, khi hoà bình lập lại vào năm 1975, bà cùng gia đình chuyển vào Thành phố Hồ Chí Minh và làm việc tại Ban Lịch sử thuộc Viện Nghiên cứu Khoa học Xã hội. Thời điểm này, cùng với Lịch sử, bà bắt đầu nghiên cứu về Xã hội học với sự giúp đỡ của chồng là Giáo sư Đặng Vũ Cảnh Khanh.
Giai đoạn 1977 - 1981, bà bắt đầu những nghiên cứu đầu tiên về nạn mại dâm tại Sài Gòn.
Sau khi có bằng Tiến sĩ, bà về nước và công tác với chức danh Thư kí tòa soạn Tạp chí Khoa học và Phụ nữ thuộc Trung tâm Nghiên cứu Phụ nữ (Ủy ban Khoa học Xã hội Việt Nam). Hướng nghiên cứu của bà bắt đầu tập trung sâu hơn về nạn mại dâm, buôn bán phụ nữ và trẻ em và bạo lực gia đình.
Năm 1996, cùng với một số nhà nghiên cứu nước ngoài đến từ Hà Lan, Campuchia hay Thái Lan, bà là người đầu tiên triển khai dự án về Phòng chống buôn bán phụ nữ qua biên giới ở Việt Nam.
Năm 2002, bà bắt đầu một cuộc điều tra xã hội học tại hai địa phương được coi là điểm nóng về bạo lực gia đình thời điểm đó: thị trấn Thanh Nê (huyện Kiến Xương, tỉnh Thái Bình) và xã Vũ Lạc (Thành phố Thái Bình). Ngay sau đó, bà đã thực hiện sáng kiến "Nhà lánh nạn cộng đồng" như một mô hình đối phó với bạo lực gia đình.
Năm 2005, bà được đề của cho giải Nobel Hoà bình cùng với 1.000 phụ nữ khác trên toàn thế giới.
Bà công tác và giảng dạy tại Khoa Xã hội học, trường Đại học Khoa học Xã hội & Nhân văn (ĐHKHXH&NV) từ năm 2001 đến năm 2010. Từ năm 2002 - 2013, bà giữ chức giám đốc Trung tâm Nghiên cứu Giới và Phát triển, thuộc trường ĐHKHXH&NV trước khi thành lập Viện nghiên cứu Giới và Phát triển trực thuộc Liên hiệp các Hội Khoa học Kĩ thuật Việt Nam vào năm 2013 và trở thành Viện trưởng cho đến năm 2015. Ngoài ra, bà còn là chủ nhiệm bộ môn Gia đình học của trường Đại học Thăng Long.

## Gia đình
Năm 1974, bà kết hôn cùng Giáo sư Đặng Vũ Cảnh Khanh - nguyên Viện trưởng Viện nghiên cứu Thanh niên, con trai của Giáo sư Vũ Khiêu. Hai người có một con trai là TS. Đặng Vũ Cảnh Linh - Phó Viện trưởng thường trực Viện nghiên cứu Thanh niên. 

## Các sách và công trình nghiên cứu
+ Vấn đề ngăn chặn nạn buôn bán phụ nữ ở Việt Nam, Nhà xuất bản Lao động - Xã hội, 2000.
+ Bạo lực gia đình - Một sự sai lệch giá trị (viết chung), Nhà xuất bản Khoa học Xã hội, 2007.
+ Mại dâm, quan điểm và giải pháp (chủ biên), Bộ Lao động Thương binh và Xã hội xuất bản, 2000.
+ Gia đình học (viết chung với chồng là Giáo sư Đặng Vũ Cảnh Khanh), Nhà xuất bản Lí luận Chính trị, 2007.
+ Giáo trình Xã hội học Giới, Nhà xuất bản Giáo dục Việt Nam, 2010.
+ Giáo trình Xã hội học Gia đình, Nhà xuất bản Chính trị - Hành chính, 2011.